# Збіг обставин
«Збіг обставин» (латис. «Apstākļu sakritība») — радянський художній фільм режисера Вії Бейнерте, знятий за сценарієм Вікторії Токарєвої на Ризькій кіностудії у 1987 році.

## Сюжет
Молода актриса Вікторія Бергс в очікуванні ролі займається озвучуванням мультфільмів. В її житті настав не найкращий етап. Дріб'язкові суперечки з матір'ю, нерозуміння з чоловіком і — на довершення до всіх незгод — звістка про хворобу дочки. Здані аналізи показали ниркову патологію, але для остаточного діагнозу необхідно пройти обстеження в клініці. Байдуже ставлення медиків міської лікарні змусило батьків дівчинки шукати допомогу на стороні. Колеги з кіностудії порадили звернутися до професора Янсонса, одного з кращих фахівців по дитячим захворюванням нирок. Представившись журналісткою радіо, Вікторія намагається знайти спосіб домогтися кваліфікованої консультації. Лікар закохався в привабливу актрису і був розчарований, почувши її зізнання. Незважаючи на непорозуміння, він з готовністю оглянув дитину і, на радість матері, не знайшов нічого серйозного.

## У ролях
- Інгеборга Дапкунайте — Вероніка Бергс
- Лембит Ульфсак — Микола Янсонс
- Саулюс Баландіс — Вернер Бергс
- Антра Лієдскалниня — мати Вероніки
- Мадара Шмате — Віта
- Юлле Калюсте — Нінка
- Рудольф Плепіс — Роберт
- Костас Сморігінас — Роланд
- Улдіс Ваздікс — Юліан
- Юріс Ліснерс — Ріхард
- Регіна Разума — дружина Янсона
- Дзідра Рітенберга — професорша
- Гунарс Цилінскіс — директор кіностудії
- Борис Аханов — дільничний лікар
- Світлана Блесс — Сільвія
- Леонс Кріванс — таксист
- Петеріс Лієпіньш — попутник
- Мірдза Мартінсоне — акторка
- Ніна Незнамова — Марта
- Улдіс Пуцитіс — сусід з собакою
- Інесса Сауліте — медсестра

## Знімальна група
- Автор сценарію:  Вікторія Токарєва
- Режисер-постановник: Вія Бейнерте
- Оператор-постановник: Валдемарс Ємельяновс
- Композитор: Мартіньш Браунс
- Художник-постановник:  Василь Масс